# Квінс Парк Овал
«Квінс Парк Овал» (англ. Queen's Park Oval) — багатофункціональний стадіон у місті Порт-оф-Спейн, Тринідад і Тобаго, домашня арена збірної Тринідаду і Тобаго з футболу. 
Стадіон побудований та відкритий 1896 року. У 2007 році реконструйований. Має потужність 20 000 глядачів. Використовується в основному для проведення ігор у крикет. Окрім основного поля до спортивного комплексу входять тренажерний зал, критий майданчик для гри у крикет, два сквош-корти та два відкриті тенісні корти. На арені проводять також культурні заходи.